# Deltahead (musikalbum)
Deltahead är ett självbetitlat debutalbum från 2006 av den svenska musikgruppen Deltahead.

## Låtlista
1. My Mama Was Too Lazy To Pray
2. I Smile At You
3. Why Don't We All Get Down?
4. Don't Move To Finland!
5. Who Are The Good Guys?
6. Love Me, Follow Me!
7. Help Me!
8. This Piece Of Machinery
9. Crickets And Frogs
10. Oh No!